# Onufrijiwka
Onufrijiwka (ukr. Онуфріївка, pol. hsit. Onufryówka) – osiedle typu miejskiego na Ukrainie, centrum administracyjne wspólnoty osiedliczej onufrijiwskiego w rejonie ołeksandryjskim obwodu kirowohradzkiego, dawne centrum administracyjne rejonu onufrijiwskiego. Liczy 3820 mieszkańców.

## Geografia
W osiedli rzeka Rozsoszyn wpada do rzeki Omelnyk.

## Historia
Najwcześniejsze ślady ludzkiej egzystencji sięgają okresu neolitu.

### Nazwa
Nazwa miejscowości Onufrijiwka pochodzi od nazwiska założyciela. Oprócz nazwy Onufrijiwka, jej modyfikacje były używane w różnych okresach, w tym Onokhrejewka, Anofrejewka, Onoprijiwka.

### Ustanowienie osiedlie
Pierwsza dokumentalna wzmianka o gospodarstwie emerytowanego kozackie Wasyla Onufrijenki pochodzi z 1741 w opisie zadnieprzańskich dóbr potockiej sotni pułku myrhorodzkiego.
Później gospodarstwo kozackie Onufrijenki zostało wymienione w 1744 w opisie osiedli pułku myrhorodzkiego przez ich właścicieli, w 1745 rw opisie Daniela de Bosquet i jest obecne na mapie tego samego autora, która była załącznikiem do opisu.
Należy zauważyć, że nie tylko gospodarstwo kozackie Onufrijenki znajdowało się na terytorium współczesnej Onufrijiwki. Na przykład, miejscowym historykom udało się znaleźć lokalizację osady Omelijana Rozsokhi, która składała się z. Znajdował się naprzeciwko wąwozu rzeki Mohyluvata, na obrzeżach Onufrijiwki, na końcu ulicy Poshtova. Pozostałości tamy wciąż tam są. Oprócz przysiółka Rozsokhi badaczom udało się ustalić przybliżoną lokalizację przysiółka kozackiego Onufrijenki u zbiegu rzek Omelnychok i Sukhyi Omelnyk (na terenie współczesnego parku onufrijiwckiego), a także przysiółków kozackich Andriija Szewczenka i Hryсka Chrystyszyna. Z czasem gospodarstwa te połączyły się w jedną osadę i nadal istniały pod tą samą nazwą.

### Nowa Serbia(1752-1764)
W 1752, wraz z utworzeniem osad wojskowych, Onufrijiwka stała się częścią Nowej Serbii i stała się własnością Johana Horwata. Potwierdza to raport z 1758 o ludziach, którzy przenieśli się do osad Nowej Serbii i nowosłobidzkiego pułku kozackiego, który stwierdza, że pochodzili oni z sotni krzemieńczukciego: "Mykola Koval; Matvei Szapoval - w nowo osiedlonej slobodce zwanej Onufrejewka przez jego ekscelencję pana generała porucznika Horvata".

### Gubernia chersońska
Po śmierci M. I. Komburleja w 1821 jego ziemie, w tym Onufrijiwka, zostały przekazane Michaiłowi Dmytrowyczowi Tołstojowi, rzeczywistemu radcy stanu, pułkownikowi gwardii artyleryjskiej i przewodniczącemu cesarskiego towarzystwa rolniczego południowej Rosji. Po przejściu na emeryturę w 1835, M.D. Tołstoj osiedlił się w Onufrijiwce, gdzie mieszkał na stałe do 1847. Większość parku onufrijiwskiego (tzw. Stary Park) powstała za jego czasów. Uważa się, że został on zbudowany przez niemieckich i czeskich rzemieślników.
Po ślubie Michaiła Michajłowicza Tołstoja (1835-1898), syna Michaiła Dmitriewicza i Katarzyny Michajłowny, ze służącą Oleną Grigoriewną Smirnową, Onufrijiwka stała się jego własnością. Michaił Tołstoj (senior) znany jest przede wszystkim ze swojej działalności filantropijnej. Przez długi czas był dyrektorem teatru miejskiego w Odessie, położył podwaliny pod budowę nowego budynku teatru i przyczynił się do rozwoju Onufrijiwki.
Najbardziej postępowy okres historii Onufrijiwki związany jest z synem Mychajła Tołstoja (seniora) i Ołeny Smirnowej-Tołstoj, Mychajłem Tołstojem (juniorem). Odziedziczył on po ojcu około 40 majątków w Chersoniu, Charkowie i innych prowincjach. Michaił Michajłowicz zajmował wysokie stanowiska rządowe, był doradcą sądowym, członkiem rady cesarskiego towarzystwa rolniczego południowej Rosji, starszym członkiem dumy miejskiej w Odessie i honorowym powiernikiem miejskiej biblioteki publicznej w Odessie, której przekazał 770 tomów książek i czasopism o wartości około 100 000 rubli. Ponadto M.M. Tołstoj był założycielem i szefem stacji pogotowia ratunkowego w Odessie, która w tamtym czasie była drugą co do wielkości w Imperium Rosyjskim. Pod kierownictwem Michaiła Michajłowicza Tołstoja (młodszego) rozpoczął się rozwój tak zwanego nowego parku w Onufrijiwce. Najprawdopodobniej został założony w 1884, o czym świadczy napis "1884" na murze lodowca w szkółce na południu parku. Mychajło Mychajłowycz sfinansował również budowę szkoły zemstowskiej w Onufrijiwce (na niektórych cegłach widnieje litera "T" jako znak rozpoznawczy cegielni Tołstoja w Onufrijiwce), a także szpitala zemstowskiego we osiedli Pawłysz, 7 km od Onufrijiwki, w 1896.
W 1886 w miasteczku, będącym centrum rejonu onufrijiwskiego obwodu oksandryjskiego guberni chersońskiej, mieszkało 1414 osób, 254 gospodarstwa domowe, była cerkiew, szkoła, 5 sklepów i 3 jarmarki rocznie: Seredopisnaja, Mikołaja na 9 maja i Pokrowskaja.
Michaił Tołstoj był dużym właścicielem ziemskim i wprowadził zaawansowane metody uprawy na swojej ziemi, używając zaawansowanych maszyn, żelaznych pługów, konnych młockarni i wiatraków. Był nawet traktor Fordzon. W gospodarstwach hodowano konie rasy Order, które były poszukiwane w Rosji i za granicą. Hodowano owce rasy Rambouillet (8000 sztuk) i krowy rasy szare ukraińskie (600 sztuk), a wełnę z owiec wysyłano do białostockich i łódzkich zakładów sukienniczych.

### Rewolucja
W wyniku wydarzeń rewolucyjnych w 1917 Onufrijiwka pozostała bez właściciela. W lutym 1919 bolszewicy zajęli Onufrijiwkę. Michaił Michajłowicz Tołstoj (młodszy) został pozbawiony tytułu hrabiowskiego, a jego majątek w Onufrijiwce został splądrowany przez biedotę. Ponadto Tołstoj został prawie zastrzelony przez czekistów z Czeka obwodu ołeksandryjskiego, a jego życie uratowali mieszkańcy Onufrijiwki. W 1919 Lew Tołstoj i jego matka Ołena Hryhoriwna wyemigrowali do Szwajcarii.

### Okres międzywojenny
Po ukończeniu studiów słynny ukraiński pedagog Wasyl Suchomłynski pracował jako nauczyciel języka ukraińskiego i literatury w szkole średniej w Onufrijiwce od września 1939 do czerwca 1941 roku.

### II wojna światowa
Podczas II wojny światowej była okupowana przez wojska niemieckie.

### Okres powojenny
W 1968 Onufrijiwka otrzymała status osiedle typu miejskiego.
W 1989 liczyło 5016 mieszkańców.
W 2013 liczyło 4042 mieszkańców.